# Estación de Ordicia
Ordicia (en euskera Ordizia) es un apeadero ferroviario situado en el municipio español homónimo en la provincia de Guipúzcoa, comunidad autónoma del País Vasco. Forma parte la línea C-1 de la red de Cercanías San Sebastián operada por Renfe. Cuenta también con servicios de Media Distancia.

## Situación ferroviaria
Se encuentra en el punto kilométrico 583,304 de la línea férrea de ancho convencional que une Madrid con Hendaya a 145,83 metros de altitud. El tramo es de vía doble y está electrificado.

## Historia
La estación que inicialmente recibía el nombre de Villafranca fue inaugurada el 1 de septiembre de 1863 con la puesta en marcha del tramo Beasáin-San Sebastián de la línea radial Madrid-Hendaya. Su explotación inicial quedó a cargo de la Compañía de los Caminos de Hierro del Norte de España quien mantuvo su titularidad hasta que en 1941 fue nacionalizada e integrada en la recién creada RENFE. Desde el 31 de diciembre de 2004 Renfe Operadora explota la línea mientras que Adif es la titular de las instalaciones ferroviarias.

## La estación
Posee un amplio edificio para viajeros de dos pisos, con soportal y tejado en pico de dos vertientes. Dispone de dos andenes laterales y dos vías. Los cambios de andén se realizan a nivel.

## Servicios ferroviarios

### Media Distancia
La línea 25 de los servicios de Media Distancia de Renfe da servicio a la estación a razón de 3 relaciones diarias entre Irún y Vitoria en ambos sentidos. Algunos trenes proceden o continúan hasta Miranda de Ebro. Existen también conexiones con Madrid.
| Línea MD | Trenes | Origen/Destino |  | Destino/Origen          |
| -------- | ------ | -------------- |  | ----------------------- |
| '        | MD     | Irún           |  | Madrid-Chamartín        |
| 25       | MD     | Irún           |  | Vitoria Miranda de Ebro |

### Cercanías
Los trenes de cercanías de la línea C-1 se detienen de forma regular en la estación. 